# Чендравасих (полуостров)
Чендравасих (на индонезийски: Cendrawasih) или Доберай (на индонезийски: Semenanjung Doberai) е голям полуостров в северозападната част на остров Нова Гвинея, принадлежащ на Индонезия. Площта му е 55 604 km², дължината – около 350 km, ширината – до 200 km. На югоизток е отделен от основната част на острова чрез тесен (20 km) провлак. На север и изток бреговете му се мият от водите на Тихия океан, а на югозапад и юг – от водите на море Серам. На изток заливът Чендравасих го отделя от архипелага Схаутен, на северозапад протокът Дампир – от остров Вайгео, на запад протокът Селе – от остров Салавати, а на юг заливът Берау – от другия голям полуостров Бомбарай. На югозапад на 63 km от него е разположен остров Мисоол. На север и изток се простира планината Тамрау с височини над 2500 m, връх Гвамонга (2680 m), връх Квока (2955 m). На юг е разположена обширна и силно заблатена низина. Климатът е екваториален. Реките са къси, но пълноводни, като най-големи са Камундан, Вириагар и Каис. Целият полуостров е покрит с влажни тропични гори. Развива се местно тропическо земеделие. Разработват се находища на нефт (Кламоно, Могои, Масиан). На западния му бряг е разположен град Соронг, а на североизточния – град Маноквари.

## Название
Полуостров Чендравасих се отличава с многобройните си названия на различни езици. Много от тях означават в превод „птича глава“ (по форма полуостровът наподобява глава на стояща изправена птица): на английски: Bird’s Head, на нидерландски: Vogelkop, на немски: Vogelkopf, на индонезийски: Kepala Burung, на полски: Ptasia Głowa.